# Werner Munzinger
Pour les articles homonymes, voir Munzinger.
Werner Munzinger (né à Olten en Suisse en 1832 - mort à Awsa, Éthiopie en 1875) est un administrateur et explorateur suisse de la Corne de l'Afrique. 

## Biographie
Il étudie les sciences et l'histoire à l'Université de Berne, et suit des cours d'études orientales à l'Université Louis-et-Maximilien de Munich ainsi qu'à la Sorbonne. 

### Explorations
En 1852, Munzinger arrive au Caire, où il passe une année à améliorer sa pratique de l'arabe. Il commence à faire du commerce dans la mer Rouge pour le compte des Français. Jusqu'en 1855, il fait office de consul de France à Massawa, avant de s'établir à Keren où il passe six années à explorer les terres des Bogos. En 1861, Munzinger se joint à Theodor von Heuglin pour tenter d'explorer l'Afrique centrale mais leurs chemins se séparèrent en novembre, et il remonte les fleuves Gash et Atbara jusqu'à Khartoum. Il voyage en 1862 jusqu'au Kordofan, mais ne parvient pas à accéder au Darfour et Ouaddaï. Après un court séjour en Europe en 1863, Munzinger retourne vers les frontières nord et est de l'Éthiopie.

### Diplomatie
En 1865, Munzinger est responsable du consulat britannique le long de la frontière[Laquelle ?] avec l'Éthiopie, mais il reste à Massawa, après l'invasion britannique de l'Éthiopie en 1868. Il est ensuite consul de France. D'après Augustus B. Wylde[réf. nécessaire], c'est là qu'il épouse une femme  de la province d'Hamasien et qu'il convainc Wolde Mikael, son gouverneur, de céder cette province à la France. Munzinger se rend en France et prépare un corps expéditionnaire à Toulon et prêt à se rendre à Massawa lorsque la Guerre franco-prussienne de 1870 se déclenche et annule l'opération.

### Administrateur égyptien
En avril 1871, Munzinger est nommé gouverneur de Massawa par le khedive Ismaïl Pacha. Il interdit le commerce des armes vers l'Éthiopie. Il organise la conquête de la région des Bogos en juillet 1872 et occupe Keren. En 1874, il est nommé gouverneur du « Soudan oriental » (la région de Keren), il est remplacé par Arakil Bey Nubar à Massawa. 
En 1875, Munzinger mène une des trois attaques égyptiennes contre l'Éthiopie. Partant de Tadjourah avec 400 hommes et des canons il pénètre dans l'intérieur. Cependant ses troupes sont mises en déroute à Afambo par celles de l'Awsa et il est tué dans le combat le 14 novembre 1875, décapité par le chef des Adoïmara, Mohammed Loeta (Húmmad Lo'oytá) avec le propre sabre qu'il lui avait offert. Seuls 150 égyptiens reviennent à Tadjoura.

## Travaux ethnographiques
Munzinger publie de son vivant les travaux suivants : 
- Über die Sitten und das Recht der Bogos (1859) ;
- Ostafrikanische Studien (1864; 2nd ed., 1883) ;
- Die deutsche Expedition in Ostafrika (1865) ;
- Vocabulaire de la langue de Tigré (1865),

ainsi qu'un nombre important de documents géographiques, et un mémoire sur les hauts plateaux de l'Éthiopie et de l'Érythrée dans Zeitschrift für allgemeine Erdkunde.